# (2140) Kemerovo
(2140) Kemerovo est un astéroïde de la ceinture principale.

## Description
(2140) Kemerovo est un astéroïde de la ceinture principale. Il fut découvert le 3 août 1970 à Naoutchnyï par Tamara Smirnova. Il présente une orbite caractérisée par un demi-grand axe de 2,99 UA, une excentricité de 0,06 et une inclinaison de 7,0° par rapport à l'écliptique.

## Compléments